# Weltraumobservatorium Onsala

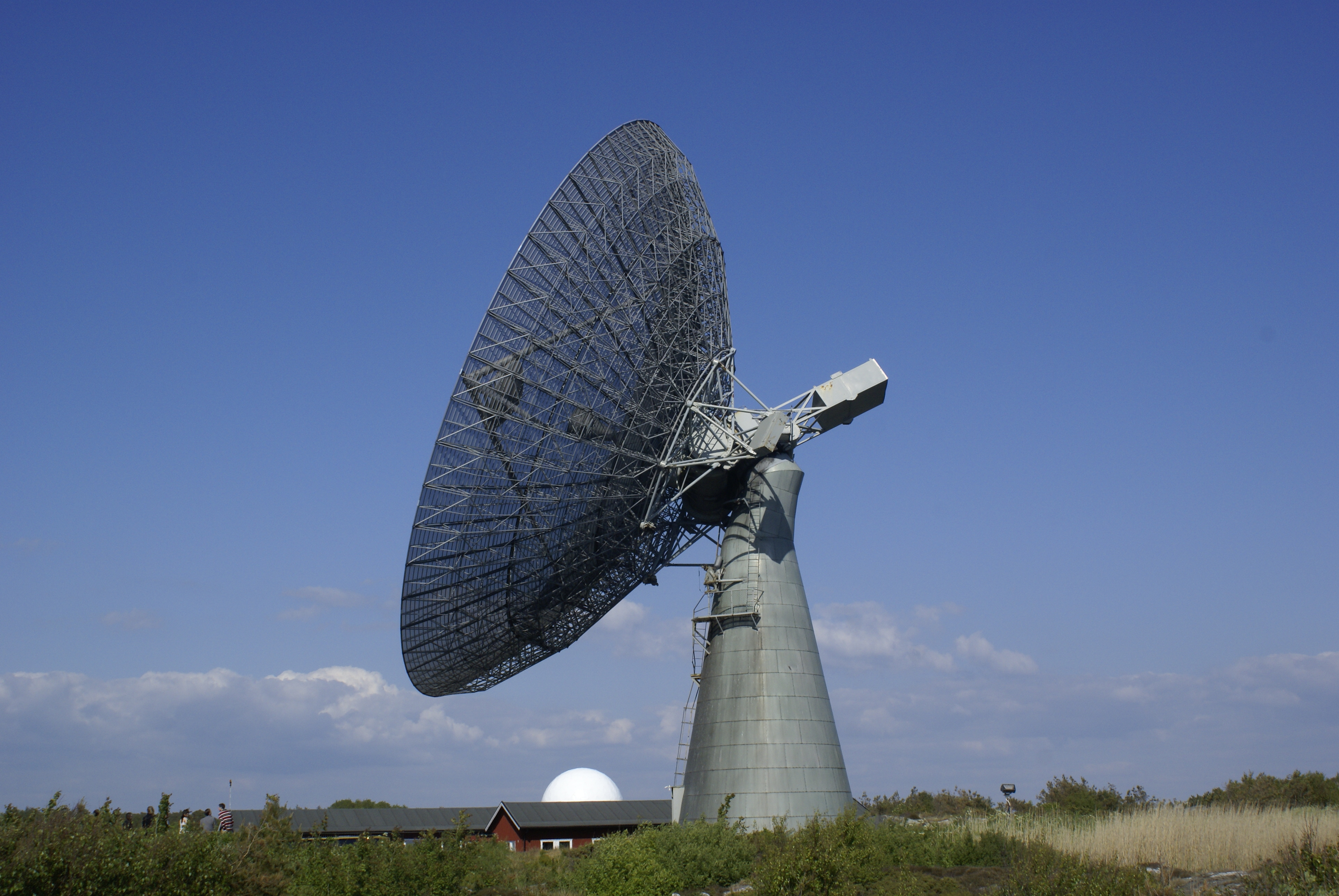
25 m Teleskop am Weltraumobservatorium Onsala

Das Weltraumobservatorium Onsala (schwedisch Onsala rymdobservatorium; international bekannt als Onsala Space Observatory, OSO) ist eine staatliche schwedische Einrichtung für Radioastronomie. Es befindet sich 45 km südlich von Göteborg in Onsala. Das Observatorium ist Teil des Instituts für Weltraum- und Geowissenschaften der Technischen Hochschule Chalmers.
Das Observatorium wurde 1949 von Olof Rydbeck gegründet. 1990 wurde es zur staatlichen schwedischen Einrichtung für Radioastronomie ernannt.

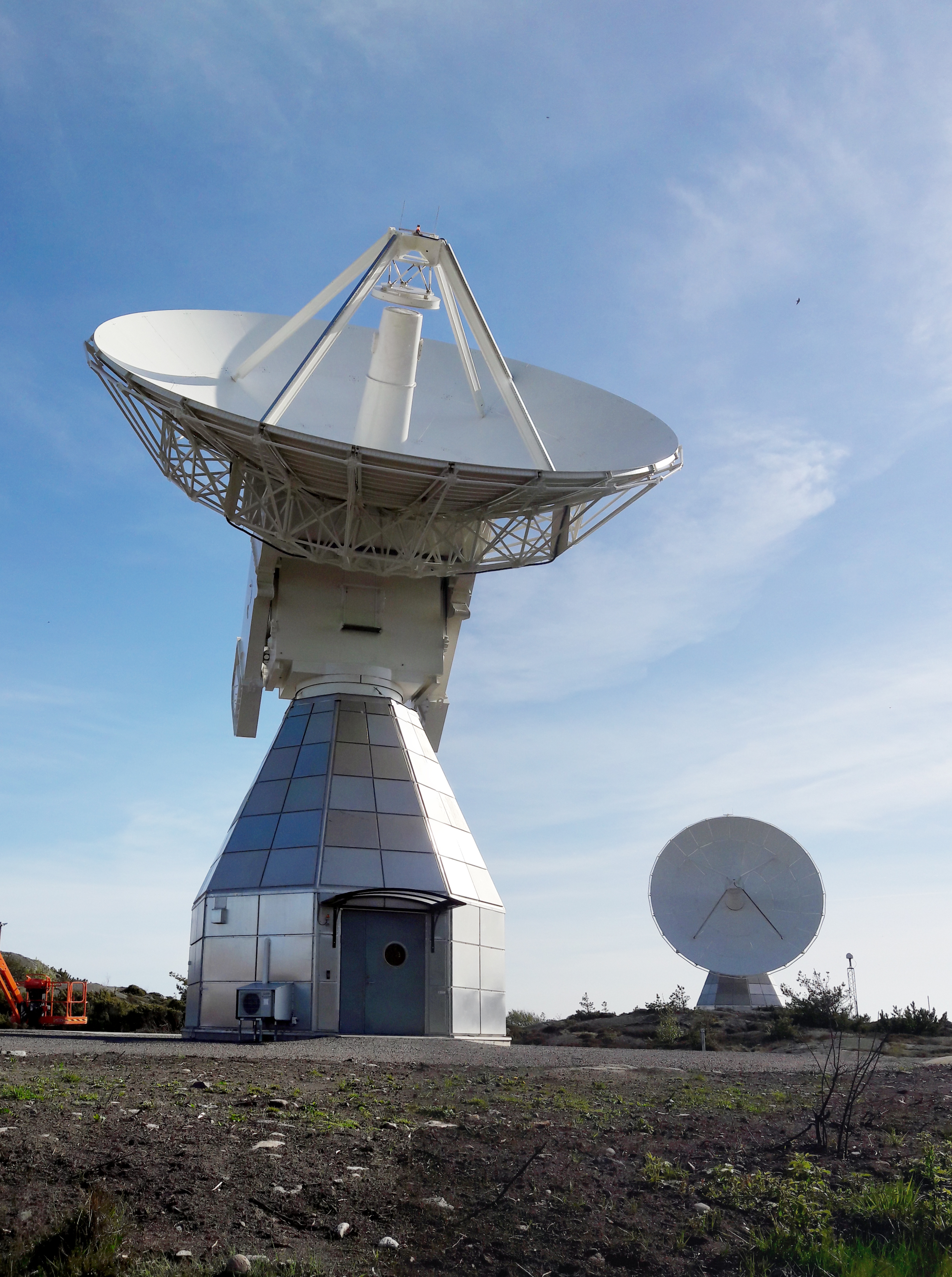
Zwillingsteleskop

Das Observatorium betreibt vier Radioteleskope. Das älteste wurde 1963 erbaut und hat einen Reflektordurchmesser von 25 Metern. Dieses arbeitet im Zentimeterbereich. Ein weiteres Radioteleskop mit 20 Metern Reflektordurchmesser (erbaut 1975 bis 1976) wird durch einen Radom geschützt und arbeitet im Zentimeter- und Millimeterbereich bis zu minimal drei Millimetern Wellenlänge. Seit 2017 verfügt das Observatorium über ein Zwillingsteleskop, bestehend aus zwei baugleichen Radioteleskopen mit einem Durchmesser von jeweils 13,2 Metern. Die Teleskope werden sowohl für astronomische als auch geodätische Messungen verwendet und können mit anderen Teleskopen zu einem Netzwerk zusammengeschlossen werden (Very Long Baseline Interferometry). Neben den beweglichen Radioteleskopen befindet sich noch eine LOFAR-Station am Observatorium.
Das Observatorium betrieb von 1987 bis 2003 das Swedish ESO Submillimeter Telescope (SEST), ein 15 Meter Radioteleskop am La-Silla-Observatorium. Zusammen mit dem European Southern Observatory (ESO) und dem Max-Planck-Institut für Radioastronomie betreibt es das Atacama Pathfinder Experiment. Über das Observatorium wird die schwedische Beteiligung an Atacama Large Millimeter/submillimeter Array, Low Frequency Array, dem European VLBI Network und dem Square Kilometer Array koordiniert.